# Christen Købke

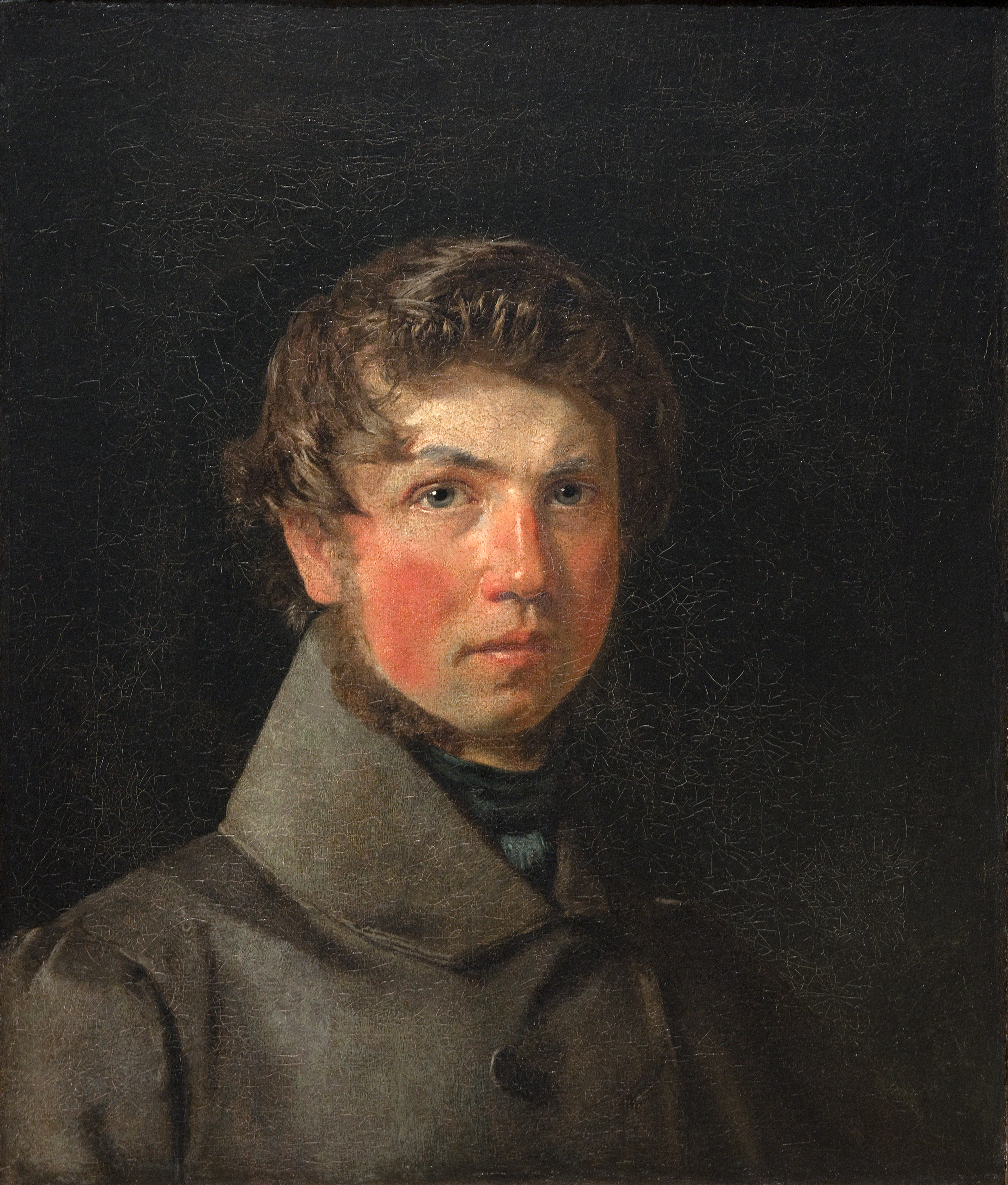
Selbstporträt (etwa 1833)

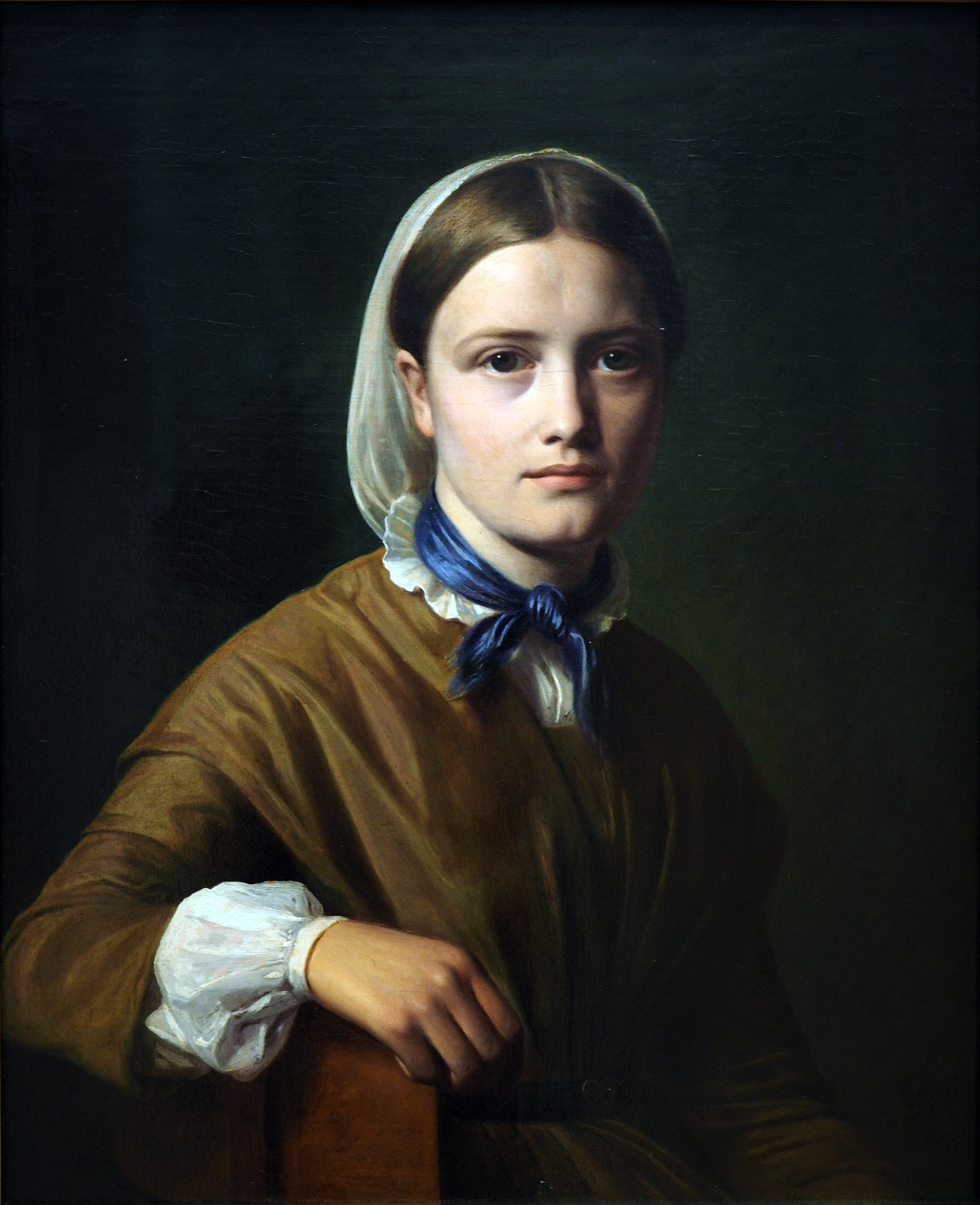
Die Schwester Christiane Købke (1854)

Christen Schjellerup Købke (* 26. Mai 1810 in Kopenhagen; † 7. Februar 1848 in Kopenhagen) war ein dänischer Maler. Er gehört zu den bekanntesten Malern des „Goldenen Zeitalters“ der dänischen Malerei.

## Leben
Christen Købke wuchs auf als eines von elf Kindern des Bäckers Peter Berendt Købke und dessen Frau Cecilie Margrete.
1822, im Alter von 12 Jahren, begann er seine Ausbildung an der Königlich Dänischen Kunstakademie in Kopenhagen. Hier studierte er zunächst bei Christian August Lorentzen und nach dessen Tod 1828 bei Christoffer Wilhelm Eckersberg.

## Werk
Neben Porträts malte Købke zahlreiche Landschaftsansichten seiner Heimatstadt Kopenhagen und deren Umgebung. Von 1838 bis 1840 hielt er sich in Italien auf. Großformatige Ansichten mit italienischen Motiven gestaltete er auf den Bildern seiner letzten Lebensjahre.
Bilder von Købke hängen u. a. in der Ny Carlsberg Glyptotek, in der Heinrich Hirschsprung Sammlung in Kopenhagen sowie in der Scottish National Gallery in Edinburgh, in der 2010 die Ausstellung Christen Købke. Danish Master of Light gezeigt wurde.